# Roata de Jos
Roata de Jos là một xã thuộc hạt Giurgiu, România. Dân số thời điểm năm 2002 là 8481 người.